# Cascade Summit
Cascade Summit az Amerikai Egyesült Államok északnyugati részén, Oregon állam Klamath megyéjében, az Odell-tó nyugati partján elhelyezkedő önkormányzat nélküli település.
A település egykor a Southern Pacific Railroad 1925–1926-ban átadott vasútvonalán feküdt; ez a nyomvonal legmagasabban fekvő pontja, ezáltal népszerű fotóhelyszín volt. A posta 1927 és 1980 között működött.
Az üdülő 1990-ben leégett.

## Éghajlat
A település éghajlata mediterrán (a Köppen-skála szerint Csb).

## Fordítás
- Ez a szócikk részben vagy egészben  a   Cascade Summit, Oregon című angol Wikipédia-szócikk ezen változatának fordításán alapul.  Az eredeti cikk szerkesztőit annak laptörténete sorolja fel. Ez a jelzés csupán a megfogalmazás eredetét és a szerzői jogokat jelzi, nem szolgál a cikkben szereplő információk forrásmegjelöléseként.